# Cantrall (Illinois)
Cantrall es una villa ubicada en el condado de Sangamon, Illinois, Estados Unidos. Según el censo de 2020, tiene una población de 144 habitantes.

## Geografía
La localidad está ubicada en las coordenadas 39°56′7″N 89°40′44″O / 39.93528, -89.67889. Según la Oficina del Censo de los Estados Unidos, Cantrall tiene una superficie total de 0.65 km², correspondientes en su totalidad a tierra firme.

## Demografía
Según el censo de 2020, hay 144 personas residiendo en Cantrall. La densidad de población es de 221.54 hab./km². El 89.58% de los habitantes son blancos, el 0.69% es afroamericano, el 0.69% es amerindio, el 0.69% es asiático, el 2.78% son de otras razas y el 5.56% son de una mezcla de razas. Del total de la población, el 1.39% son hispanos o latinos de cualquier raza.